# Gruna
Gruna  (en allemand : Grünau) est une commune du district de Svitavy, dans la région de Pardubice, en République tchèque. Sa population s'élevait à 240 habitants en 2022.

## Géographie
Gruna se trouve à 20 km à l'est de Svitavy, à 76 km au sud-est de Pardubice et à 169 km à l'est-sud-est de Prague.
La commune est limitée par Borušov au nord et au nord-est, par Mohelnice à l'est, par Městečko Trnávka et Radkov au sud, et par Rozstání et Linhartice à l'ouest.

## Histoire
La première mention écrite du village date de 1270.

## Administration
La commune se compose de deux sections :
- Gruna
- Žipotín

## Galerie

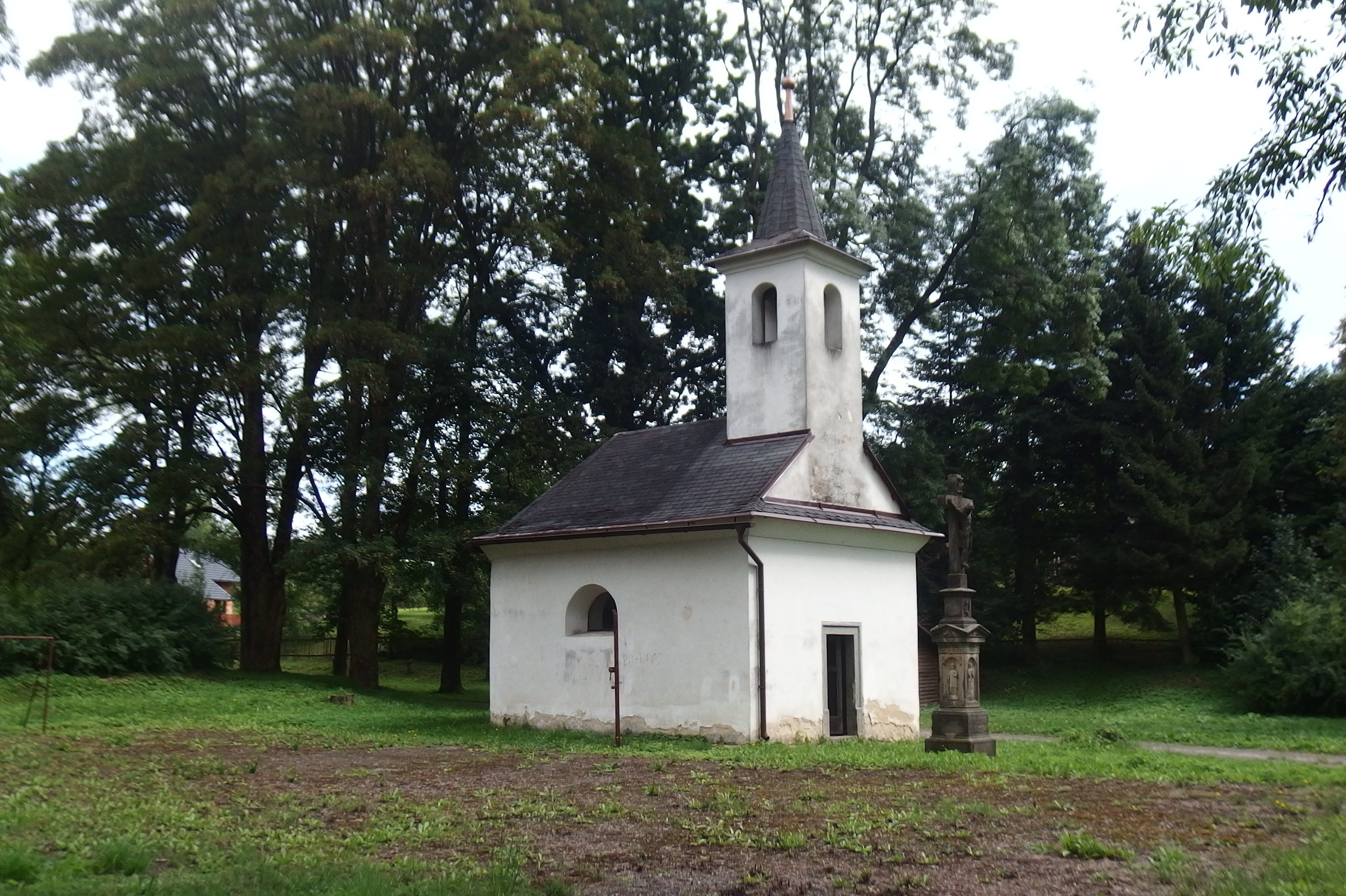
Chapelle à Karlín.
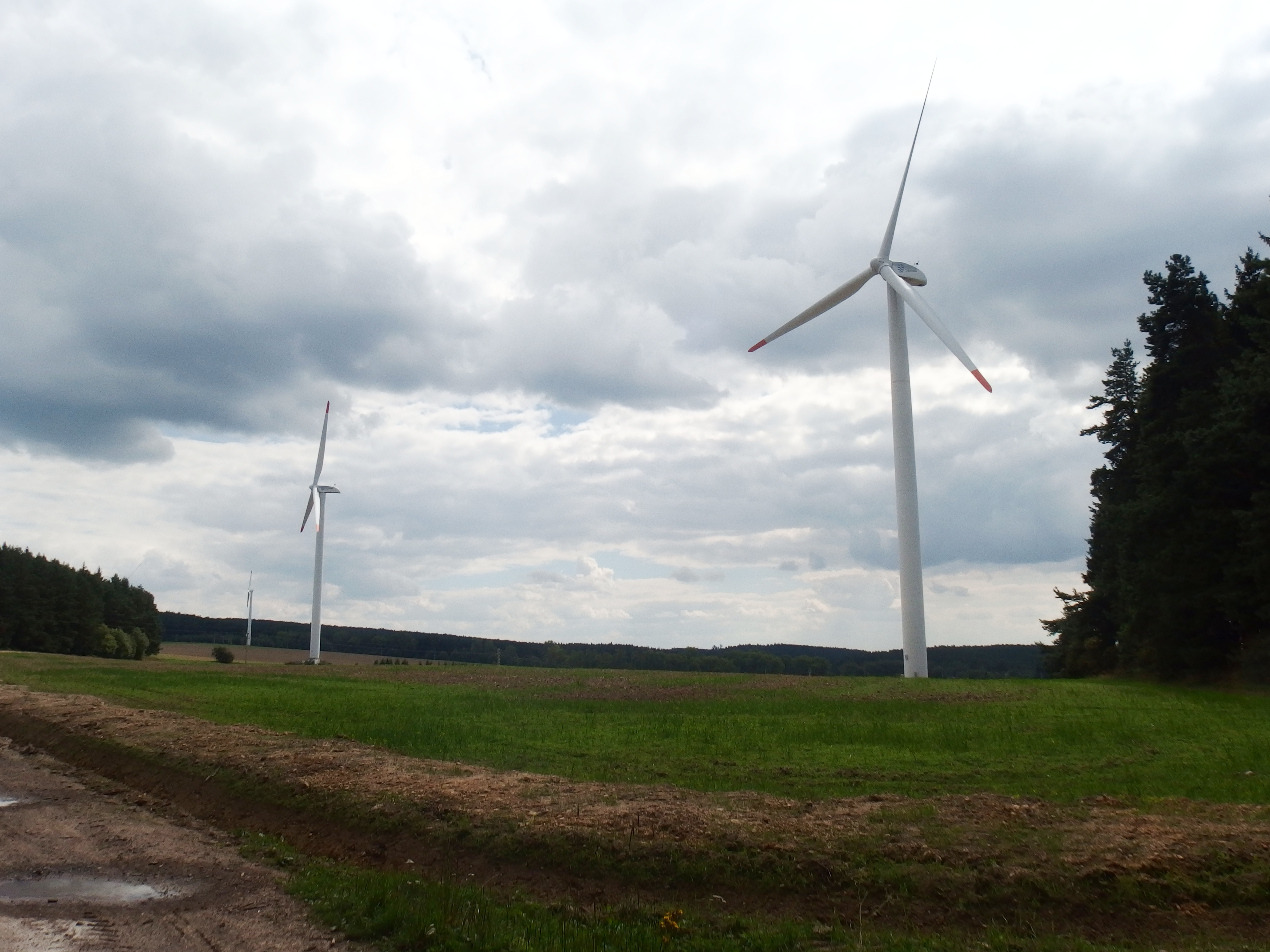
Éoliennes à Žipotín.

## Transports
Par la route, Gruna se trouve à 7 km de Moravská Třebová, à 32 km de Svitavy, à 91 km de Pardubice et à 204 km de Prague. 